# Luciano Ceri
Luciano Ceri (Mogadiscio, 25 marzo 1951) è un cantautore, giornalista e conduttore radiofonico italiano.

## Biografia
Comincia a suonare in alcuni gruppi musicali beat della capitale; forma poi negli anni '70 il gruppo di  rock progressivo Grosso Autunno, con cui incide due album per la EMI Italiana. Sciolto il gruppo, si dedica all'attività di cantautore, esibendosi spesso al Folkstudio; ed è proprio con l'etichetta di Giancarlo Cesaroni, il padrone del locale, che pubblica il suo album da solista nel 1987.
In seguito al disco collettivo realizzato per raccogliere finanziamenti per il Folkstudio da cantautori come Corrado Sannucci e Giorgio Lo Cascio sotto la denominazione United Artist For Folkstudio. Nel decennio successivo si dedica all'attività di giornalista musicale, conducendo alcune trasmissioni per la Rai (Stereonotte, Notturno Italiano, che ancora conduce, ed altre) e scrivendo su riviste specializzate quali Raro!, Chitarre, Musikbox, Il Mucchio Selvaggio.
Ha pubblicato alcuni libri musicali quali Mondo beat, con Ernesto De Pascale (Fuori Thema, 1993), Pensieri e parole. Lucio Battisti. Una discografia commentata (Tarab, 1996), ristampato nel 2008 dalla Coniglio editore e Ascolta nel vento. The Rokes (Iacobelli Editore, 2020). Fa parte della giuria del Premio Ciampi ed è il responsabile del progetto Discografia Nazionale della Canzone Italiana della Discoteca di Stato - Museo dell'Audiovisivo. Ha collaborato con varie riviste musicali, tra cui Raro!, Musica leggera; dal 2016 scrive per Vinile.

## Discografia

### Con i Grosso Autunno

#### Album
- 1976: Grosso Autunno (EMI Italiana, 3C064-18208)
- 1977: Almanacco (EMI Italiana, 3C064-18313)

### Solista

#### Album
- 1987: Corrente del golfo (Folkstudio, FK 5021)

#### Partecipazioni
- 1986 - Stanze polverose/Vienna e la nave (Folkstudio, FK 501)